# Amphipsyche extrema
Amphipsyche extrema är en nattsländeart som först beskrevs av Martynov 1935.  Amphipsyche extrema ingår i släktet Amphipsyche och familjen ryssjenattsländor. Inga underarter finns listade i Catalogue of Life.